# Martha Rohs
Martha Rohs, auch Marta Rohs (2. Juni 1909 in Saarbrücken; † 27. Juli 1963 in Wien) war eine Opernsängerin der Stimmlage Alt. Sie war viele Jahre lang Ensemblemitglied der Wiener Staatsoper und wurde zur Österreichischen Kammersängerin ernannt, nachdem ihr von Adolf Hitler bereits 1939 der Titel „Kammersängerin“ verliehen worden war.

## Leben und Werk
Ihr erster Lehrer war ihr Vater. Danach ließ sie ihre Stimme in Paris (bei Julia Berl-Lilienfeld), Leipzig (bei Suse Blümel) und Saarbrücken (bei Katharina Nicklas) ausbilden. Zuerst war sie als Konzertsängerin tätig. Auf der Opernbühne debütierte sie 1932, am Stadttheater Aachen. Eine Spielzeit lang war sie in Heidelberg engagiert, drei Spielzeiten lang – von 1934 bis 1937 – am Opernhaus Zürich. Der Schwerpunkt ihres Repertoires lag auf Mozart und Richard Strauss, sie sang auch tragische Rollen bei Verdi und Wagners, viele komische Opern und Operette. Ihre Paraderollen waren allesamt Hosenrollen: Orpheus, Cherubino und Octavian, weiters auch Ramiro, Sesto, Hänsel, Prinz Orlofsky und Komponist.
1936 begann ihre Gastspieltätigkeit. Beispielsweise sang sie den Cherubino in Covent Garden in London, in Wien, Salzburg und 1943 in Den Haag, den Oktavian ebenfalls in London, Wien und Salzburg sowie in Paris, den Orpheus in Den Haag. Sie gastierte weiters an der Deutschen Oper in Berlin, an der Bayerischen Staatsoper in München, an der Mailänder Scala, in Rom, Amsterdam und Brüssel.
1937 folgte ein langjähriges Engagement an der Staatsoper Dresden (bis 1944) und parallel dazu eine Verpflichtung in Wien. Nach ihren ersten Gastauftritten an der Wiener Staatsoper, beispielsweise als Cherubino, wurde sie als deren Mitglied verpflichtet, zuerst von September 1938 bis September 1941, dann nach dem Untergang des NS-Regimes von September 1947 bis 31. August 1959. Rohs stand 1944 in der Gottbegnadeten-Liste des Reichsministeriums für Volksaufklärung und Propaganda.
Von 1938 bis 1941 trat sie regelmäßig bei den Salzburger Festspielen auf. In den 1940er Jahren zählte sie in Wien zu den „gefeierten Sängerinnen im Mezzosopran- und Altfach“ und konnte sich dank ihrer „dunkel timbrierte[n], ausdrucksschöne[n] Stimme“, so Kutsch/Riemens, als Publikumsliebling in Wien etablieren. Zugleich fügte sie sich gut in das berühmte Wiener Mozart-Ensemble ein und übernahm auch mittlere und kleine Rollen. So sang sie 110-mal zwischen 1948 und 1957 die Zweite Dame in der Zauberflöte. Als Cherubino war sie an der Wiener Staatsoper 64-mal zu sehen und zu hören, als Oktavian 57-mal, als Frau Reich 46-mal und 37-mal als Prinz Orlofsky. 1949 kehrte sie als Sesto in La clemenza di Tito zu den Salzburger Festspielen zurück. Eine schwere Erkrankung in den späten 1950er Jahren führte dazu, dass sie sich weitgehend von der Bühne zurückziehen musste. Sie trat 1959 und 1960 nur mehr in kleinen Rollen auf, beispielsweise als Grimgerde in der Walküre oder als Magd in Elektra.
Sie war auch im Konzertsaal erfolgreich. Beispielsweise sang sie beim Maggio Musicale Fiorentino im Jahr 1939 das Alt-Solo in der Bach’schen Matthäus-Passion und im Jahr 1942 das Alt-Solo in Beethovens Neunter, bei den Salzburger Festspielen im Jahr 1942 das Alt-Solo im Verdi-Requiem, dirigiert von Karl Böhm, und im Jahr 1949 Brahms’ Alt-Rhapsodie (op. 53), dirigiert von Josef Krips. Sie gab auch Liederabende, beispielsweise 1938 in Berlin oder am 10. November 1944 begleitet von Viktor Graef am Klavier im Mozart-Saal des Wiener Konzerthauses. Es ist bemerkenswert, dass dieses Konzert stattfinden konnte, da nach dem Attentat vom 20. Juli 1944 über den gesamten Herrschaftsbereich Hitlers eine vollständige Theatersperre verhängt wurde, die auch musikalische Darbietungen betraf. Rohs sang an diesem Abend Werke von Haydn, Beethoven, Schumann, Hugo Wolf und „ausländische Volkslieder“ in der Bearbeitung von Möller (spanisch, katalanisch, italienisch und venezianisch).
Sie war mit dem Schauspieler Fred Liewehr (1909–1993) verheiratet. Das Paar hatte einen Sohn, Florian Liewehr (1945–2014), der wie sein Vater Schauspieler wurde. Martha Rohs verstarb im Juli 1963 im Alter von 54 Jahren in Wien und sie wurde auf dem Südwestfriedhof in Wien bestattet. Später fanden in dieser Grabstelle unter anderen Ehemann, Schwiegertochter und Sohn ihre letzte Ruhe.

## Rollen  (Auswahl)

### Uraufführungen
- 1938: Die Wirtin von Pinsk von Richard Mohaupt, Staatsoper Dresden
- 1938: Daphne von Richard Strauss, Staatsoper Dresden – Zweite Magd

### Repertoire
| Auber: - Pamela in Fra Diavolo Bizet: - Titelpartie in Carmen Flotow: - Nancy in Martha Giordano: - Bersi in Andrea Chénier Gluck: - Orpheus in Orpheus und Eurydike Händel: - Hadwig in Rodelinda Humperdinck: - Hänsel in Hänsel und Gretel Lortzing: - Witwe Browe in Zar und Zimmermann - Gräfin in Der Wildschütz Menotti: - Sekretärin in The Consul Millöcker: - Arabella in Der arme Jonathan Mozart: - Ramiro in La finta giardiniera - Cherubino in Hochzeit des Figaro - Dorabella in Così fan tutte - Zweite Dame in Die Zauberflöte - Sesto in La clemenza di Tito Nicolai: - Frau Reich in Die lustigen Weiber von Windsor Offenbach: - Alexis in Die Insel Tulipatan - Fiorella in Die Banditen - Nicklausse in Hoffmanns Erzählungen Pepusch/Britten: - Polly in The Beggar’s Opera |  | Pfitzner: - Silla in Palestrina Prokofieff: - Prinzessin Clarissa in Die Liebe zu den drei Orangen Puccini: - Ein Hirt in Tosca Salmhofer: - Katja in Iwan Tarassenko Schmidt: - Esmeralda in Notre Dame Johann Strauß: - Prinz Orlofsky in Die Fledermaus Richard Strauss: - Page der Herodias in Salome - Magd in Elektra - Oktavian im Rosenkavalier - Komponist in Ariadne auf Naxos - Adelaide in Arabella - Schauspielerin Clairon in Capriccio Strawinsky: - Baba in The Rake’s Progress Suppè: - Peronella in Boccaccio Tschaikowski: - Olga in Eugen Onegin - Gouvernante, Polina und Daphnis in Pique Dame Verdi: - Maddalena in Rigoletto - Preziosilla in La forza del destino Wagner: - Magdalena in Die Meistersinger von Nürnberg - Erda und Wellgunde in Das Rheingold - Grimgerde in Die Walküre |

## Tondokumente
Es gibt nur sehr wenige Aufzeichnungen ihrer Stimme, beispielsweise bei DGG. In der Edition Belvedere sind Wiener Staatsopern-Auszüge der Meistersinger von Nürnberg und des Rheingold erschienen, mit der Sängerin als Magdalene bzw. Grimgerde. Weiters gibt es aus den späteren Jahren Operetten auf kleineren Labels.

## Ehrungen
Aus Anlass des 50. Geburtstages von Adolf Hitler wurde ihr am 20. April 1939 der Titel „Kammersängerin“ verliehen.

## Gedenken
2009 wurde zum Gedenken an die Künstlerin ein Weg an der Peripherie von Wien, im Hörndlwald von Wien-Hietzing, nach ihr benannt, der Martha-Rohs-Weg.

## Quelle
- Karl-Josef Kutsch, Leo Riemens: Großes Sängerlexikon, Walter de Gruyter 2012, Volume 4, S. 425